# 奥田重盛

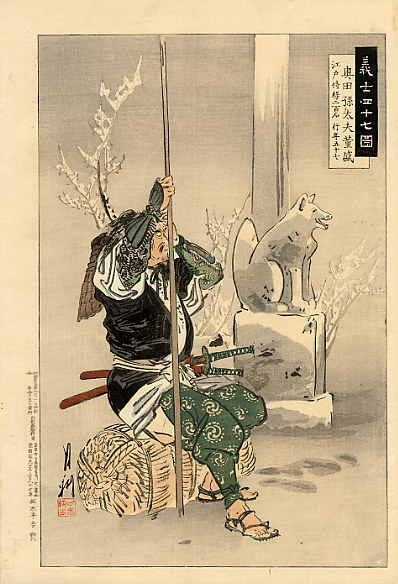
『義士四十七図　奥田孫太夫重盛』（尾形月耕画）

奥田 重盛（おくだ しげもり、正保4年（1647年） - 元禄16年2月4日（1703年3月20日））は、江戸時代前期の武士。赤穂浪士四十七士の一人。通称は孫太夫（まごだゆう）で、最初は兵右衛門を名乗った。変名は、西村清右衛門。

## 生涯
正保4年（1647年）、奥田孫太夫の子として誕生。母は久米半右衛門（相馬長胤家臣）女。
はじめ、志摩国鳥羽藩内藤家に仕えたが、寛文2年（1662年）に内藤忠政の娘・波知が赤穂藩主・浅野長友（浅野長矩の父）に嫁したとき付人として赤穂藩に移り江戸藩邸でつとめた。寛文12年（1672年）に波知が没し、延宝3年（1675年）に長友が没した後も赤穂藩に留まる。
延宝8年（1680年）、長矩の叔父である内藤忠勝が芝増上寺での江戸幕府4代将軍徳川家綱の葬儀の場で、永井尚長を殺害し鳥羽藩は改易となる。永井家は弟・直圓を以て継承の一方、内藤家は断絶、父・孫太夫は浪人となったので重盛は喧嘩両成敗なのに「片手落ち」だとして腹を立てた。長矩が連座で謹慎していたので軽挙は慎みそのまま赤穂藩に仕えた。旧主への忠義が篤いと認められ赤穂藩では武具奉行（150石）に取り立てられる。
重盛は江戸で剣客として知られた堀内正春に学び、堀部武庸とともに高弟に数えられ、大太刀の使い手であった。また、重盛には男子がなかったため、近松行重の弟・奥田行高を養子に迎えた。
元禄14年（1701年）3月14日、主君・浅野長矩が江戸城松之大廊下で吉良義央に刃傷に及び、浅野長矩は即日切腹、赤穂藩は改易と決まった。重盛は江戸詰の藩士の堀部武庸、高田郡兵衛とともに赤穂へ赴き、家老大石良雄に篭城を迫っている。赤穂城開城後に江戸へ戻り、重盛は堀部、高田とともに強硬に仇討ちを主張する急進派の中心となった。
同年6月、浅野長矩の百カ日法要が行われ、重盛は高田、堀部と供に泉岳寺に参詣して仇討ちを誓った。彼らはその帰りに元家老の安井彦右衛門を訪ねて仇討ちへの助力を談じ込んだ。安井は態度をあいまいにして言い逃れたが、後で安井が陰口を言ったことを知り、重盛は大変に怒ったと伝わる。江戸の急進派を鎮撫するために大石良雄は原元辰、大高忠雄らを送るが重盛たちは彼らを説得して急進派に加えたため、大石自らが江戸へ下り、重盛たちを説得せねばならなかった。
元禄15年（1702年）3月頃に父の名を継いで孫太夫と改めた。深川八幡町続いて黒江町へ移り、医師・西村清右衛門を名乗って養子の行高と潜伏した。
12月14日の討ち入りの際は表門隊に属し、二尺余の大太刀を持って屋内で奮戦した。
事件後は他の浪士と共に細川綱利屋敷にお預けとなった。細川家では対応の係であった堀内伝右衛門重勝に対し、これを馬鹿にしたりからかいともとれる言動を多くしている。重盛は切腹に際して、堀内に切腹の稽古をしたことがなくどうすればよいのかと大真面目に尋ね堀内が戸惑うと、富森正因がただ首を差し出せばよいと答えたという話が残っている。元禄16年（1703年）2月3日、幕府は赤穂浪士46人へ切腹を申し付けた。藤沢長右衛門の介錯で切腹。享年57。主君浅野長矩と同じ高輪泉岳寺に葬られた。戒名は、刃察周劔信士。